# T-34
Il T-34 è stato uno dei migliori carri armati della Seconda guerra mondiale e un carro armato medio che ha favorito la vittoria dell'Urss nella seconda guerra mondiale, è stato utilizzato da più nazioni anche dopo la guerra tra cui la Cina.

## Esordio
All'inizio dell'operazione Barbarossa la Wehrmacht lo incontrò raramente. Heinz Guderian, "padre" dei reparti corazzati tedeschi nonché realizzatore della teoria di utilizzo programmatico dei Panzer in battaglia, di fronte alle caratteristiche innovative del mezzo, che lo rendevano superiore a ogni mezzo dello Heer, arrivò a suggerire che gli ingegneri tedeschi lo copiassero direttamente.
In realtà il carro russo aveva molti difetti: i suoi cingoli erano fragili, la torretta era scarsamente protetta anche contro i calibri più piccoli delle armi anticarro, la sua trasmissione - nei primi anni del conflitto - era la più primitiva dei suoi tempi, il cannone degli ultimi modelli era così lungo che tendeva a interrarsi e quindi ad esplodere quando utilizzato, inoltre, specialmente nei primi modelli la visibilità esterna era insufficiente, il carro era scomodo per l'equipaggio, non aveva sufficienti portelloni per permettere l'abbandono rapido del mezzo in situazioni di emergenza e la mancanza di un terzo uomo in torretta sovraccaricava di lavoro il comandante che doveva quindi fungere anche da servente.
Nonostante ciò, il T-34 iniziò a formare la componente principale delle unità corazzate sovietiche durante il 1942, quando le fabbriche che lo costruivano, evacuate in tutta fretta dall'Ucraina e dalla Russia Bianca (minacciate dall'avanzata tedesca) vennero ricostruite al sicuro dietro gli Urali, riprendendo a piena forza i loro ritmi produttivi.

## Tecnica
Le grandissime innovazioni tecniche del T-34 (rispetto al suo predecessore BT-7) furono l'introduzione della corazza inclinata, i cingoli larghi (ben 55 cm ognuno, ovvero con cingoli in totale larghi più di 1/3 della larghezza del carro) e il cannone a canna medio-lunga (i Panzer IV tedeschi dell'epoca avevano un cannone corto da 75 mm, adatto soprattutto per il supporto alla fanteria, piuttosto che alla lotta controcarro). L'inclinazione di 60 gradi (rispetto ad un asse verticale) della corazza frontale, che misurava 45  mm, si traduceva in una resistenza equivalente a circa 90 mm di acciaio posto verticalmente, giacché l'inclinazione aumenta lo spessore orizzontale della stessa. In realtà la resistenza alla penetrazione era ancora maggiore perché l'inclinazione faceva sì che un'alta percentuale di proietti venisse deviata verso l'alto senza forare la corazzatura. I cingoli larghi (distribuendo il peso su una superficie più vasta) consentivano al mezzo di attraversare i terreni più difficili, come le plaghe nevose invernali o gli infidi pantani primaverili, che caratterizzano le pianure russe durante il disgelo (rasputiza) e gli conferivano una maggiore mobilità su tutti i tipi di terreno. Il cannone da 76,2 mm era nel 1942 l'arma anticarro di maggior calibro e riusciva a perforare facilmente le corazze delle controparti tedesche (Panzer III e IV). Inoltre, il T-34 fu uno dei carri armati medi più veloci di tutta la seconda guerra mondiale, in grado di raggiungere una velocità massima di ben 55 km/h (su strada) il che lo rendeva un bersaglio più difficile da colpire durante gli scontri ma la scarsa visibilità esterna nonché la scomodità non gli consentiva di reagire più rapidamente alle esigenze della battaglia.

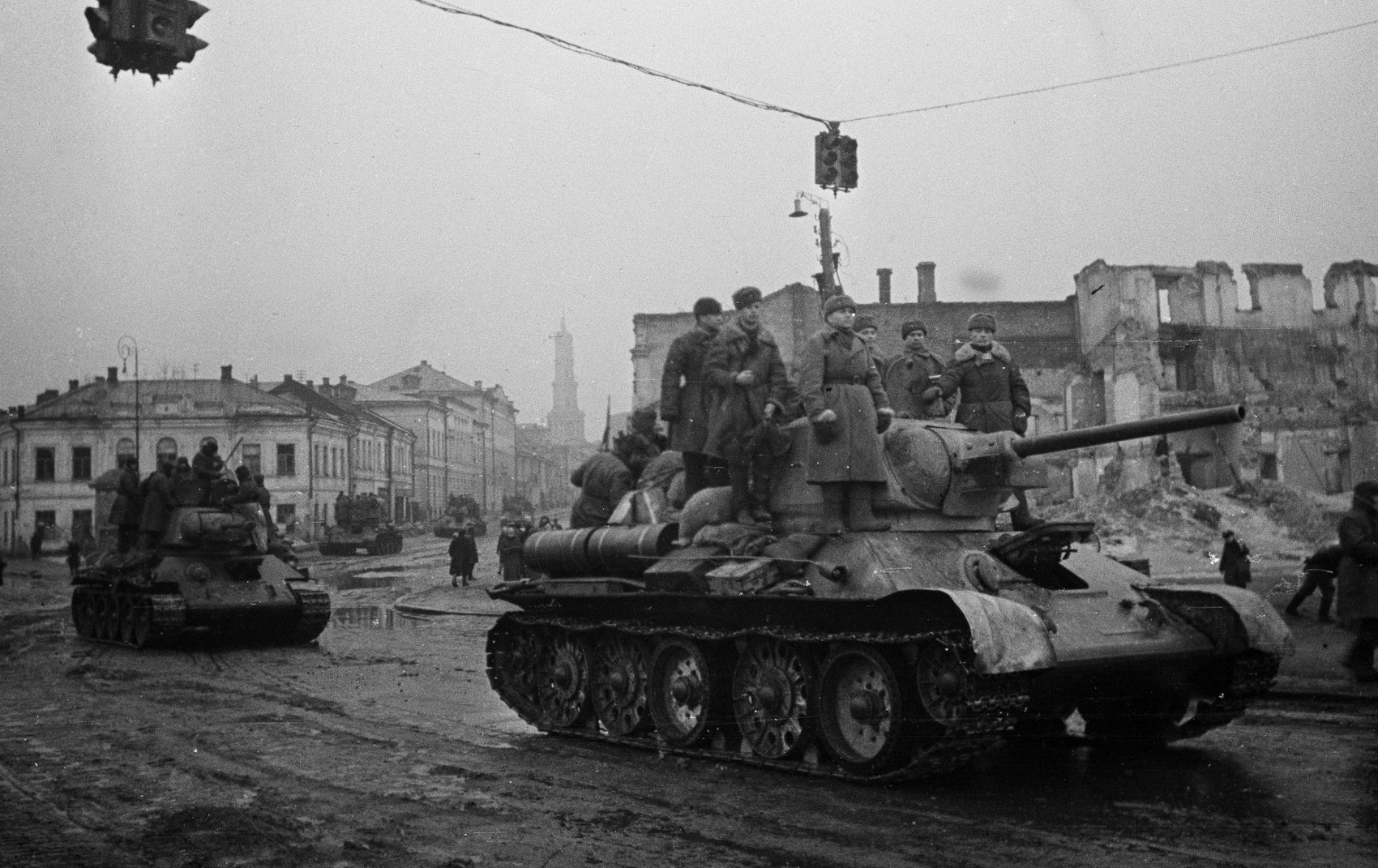
I carri armati sovietici T-34/76 del 15º Corpo corazzato entrano a Char'kov il 16 febbraio 1943.

Mentre la produzione dei carri tedeschi era piuttosto lenta (la lavorazione ancora semi-artigianale dava ottimi risultati in termini di qualità del mezzo, a scapito però della velocità di produzione dello stesso) la costruzione di un T-34 (totalmente aderente al principio della catena di montaggio) era veloce e semplice, essendo ogni operazione scomposta nella maniera più elementare, tanto che le fabbriche ricostruite dietro gli Urali poterono incrementare i loro organici anche attingendo alla popolazione locale, composta da contadini, donne e adolescenti troppo giovani per il servizio militare.
Il mezzo aveva un'autonomia di 465 km, notevolmente superiore a quella dei corazzati tedeschi dell'epoca.
Come contromisura al T-34, i tedeschi installarono cannoni da 50 mm lunghi 60 calibri sui Panzer III e 75 mm lunghi 43 o 48 calibri nei Panzer IV, e progettarono il nuovo Panzer V Panther, che riprendeva le innovazioni tecniche del T-34, ma con corazza e peso maggiore.
Il T-34 venne prodotto a partire dal 1940 nella grande fabbrica di trattori di Stalingrado (STZ) e nella fabbrica di locomotive di Char'kov (KhPZ) ma dopo l'inizio dell'invasione tedesca gli impianti di Char'kov furono precipitosamente trasferiti a oriente negli Urali, e la produzione ricominciò in massa alla Uralvagonzavod di Nižnij Tagil, mentre la fabbrica di Stalingrado continuò a funzionare fino al settembre 1942 quando venne distrutta durante la fase più accanita della battaglia di Stalingrado.
La dirigenza sovietica cercò subito di potenziare al massimo la produzione del T-34 e tra il 1941 e il 1942 vennero attivati, in sostituzione degli impianti di Char'kov e Stalingrado, altri centri produttivi; oltre alla Uralvagonzavod, che rimase la fabbrica principale, iniziarono a produrre il carro armato anche la Fabbrica N° 112 di Gor'kij, la Fabbrica N° 174 di Omsk, il complesso Tankograd di Čeljabinsk e la Uralmaš di Sverdlovsk. Inizialmente i programmi prevedevano di equipaggiare il carro con il cannone modello L-11 progettatto dalle officine Kirov, ma alla fine venne preferito il cannone modello F-34 progettato dall'ufficio tecnico di Vasilij Gavrilovič Grabin. Il cannone da 76,2 mm F-34 venne prodotto soprattutto nella Fabbrica N° 92 a Gor'kij.

### Miglioramenti tecnici
Per un certo periodo i russi scartarono ogni progetto di miglioria o di modifica del T-34, per mantenere la produzione la più alta possibile, almeno fino all'arrivo del Panzer V Panther e del Panzer VI Tiger. I lunghi cannoni di questi nuovi carri permettevano ai carristi tedeschi di combattere senza preoccuparsi di nascondersi. Il comandante di plotone Nikolaj Jakovlevič Železnov ricordava:
Perfino i proiettili da 76 millimetri rinforzati al tungsteno non davano alcun vantaggio, dato che potevano perforare corazze di 90 millimetri da una distanza di 100 metri, quando la blindatura frontale del Tiger era spessa 102 millimetri.»
Le perdite inflitte dai Panzer V nella Battaglia di Kursk convinsero i russi ad approntare una nuova versione del T-34, il T-34/85 che disponeva di armamento, corazza e autonomia superiori alla precedente versione. La torretta del T-34 fu sostituita con una più grande, che ospitava tre uomini e un cannone lungo da 85 mm; questa liberava il comandante dal dover svolgere anche il ruolo di puntatore e, protetta da una corazza frontale di 90 mm garantiva una migliore protezione dai colpi nemici. Il nuovo cannone consentì ai carristi sovietici di raggiungere molti successi contro gli equipaggi della sempre più logorata e indebolita Panzerwaffe.
Alla fine del conflitto ne erano stati prodotti circa 53.000. La sua facilità di produzione ed i componenti semplici di cui era composto fecero sì che la produzione raggiungesse i 2000 esemplari al mese, mentre soltanto 1350 Panzer VI Tiger I tedeschi vennero prodotti in tutta la guerra.
Il T-34 era un mezzo facilmente utilizzabile anche da soldati poco addestrati (eccetto il pilota, che doveva essere ben addestrato per manovrare il complicato sistema di controllo) anche se, con il volgere della guerra in loro favore, gli alti comandi sovietici apprezzarono sempre di più i benefici di una più profonda istruzione tecnica e tattica dei loro equipaggi, riuscendo infine a confrontarsi da un piano di superiorità con i carristi della Wehrmacht che, costretti dalla necessità, si trovarono infine (come i loro nemici nel 1941-42) a schierare battaglioni e reggimenti di reclute poco addestrate tenuti insieme da veterani esperti ma demoralizzati.
Il T-34 è stato un carro armato usato da moltissimi operatori, ad esempio dagli eserciti arabi, che ricevettero una versione ceca del T-34/85, dalla Cina comunista, dalla Corea del Nord, dal Vietnam del Nord, dalla Jugoslavia di Tito, da Cuba, dalla Somalia di Siad Barre e dall'MPLA Angolano.
In questi paesi il T-34 ha avuto modo di venire impiegato in azione fino agli anni novanta (durante i conflitti etnici che seguirono la disintegrazione della Jugoslavia); per quanto tecnologicamente superato esso si è rivelato efficace se impiegato contro nemici poco o per nulla dotati di propri mezzi corazzati o di sistemi di difesa anticarro.

## Difetti
All'inizio del conflitto, il ben corazzato T-34, nonostante la sua imperfetta trasmissione, incapace di sostenere lunghe marce, si dimostrò un buon carro armato di supporto alla fanteria. Ma progressivamente perse il suo vantaggio in corazzatura che aveva avuto all'inizio del conflitto. Alla fine del 1943 o all'inizio del 1944, il T-34 era diventato un obiettivo relativamente facile per i carri armati tedeschi con i cannoni da 75 mm e per le armi anticarro, mentre i colpi del cannone da 88 millimetri del Tiger, le batterie anti-aeree e le armi anticarro PAK-43 risultavano invariabilmente letali. La torretta era perforabile in maniera relativamente facile dalle armi tedesche. La sua corazza era molto meno inclinata di quella che copriva lo scafo del carro russo ed offriva scarsa resistenza anche ai colpi da 37 mm delle armi antiaeree automatiche (T-34/76 modello 1940 e 1941). La situazione era aggravata dal fatto che spesso le torrette del T-34 erano colpite da pezzi di artiglieria pesante come l'88 mm antiaereo e dai carri tedeschi equipaggiati con cannoni a canna lunga come il 75 mm e il 50 mm. A ciò si univa una gravissima mancanza di vie di fuga adeguate per l'equipaggio, dal momento che il portellone monoblocco sulla torretta rappresentava l'unica uscita facilmente agibile per i membri dell'equipaggio (il portello davanti alla postazione del pilota, infatti, era fin troppo piccolo e macchinoso da aprire).
Anche i cingoli erano un punto debole. Nel 1941, per il carro russo compiere viaggi di centinaia di chilometri sarebbe risultato letale. Quando nel giugno del 1941 l'8º Corpo Meccanizzato di Dmitrij Rjabyšev avanzò verso Dubno, perse metà dei suoi veicoli. A. V. Bodnar, che si trovò in combattimento nel 1941-42 ricordava:
I cingoli erano un serio punto debole. Erano la parte riparata più di frequente. Gli equipaggi si portavano addirittura le parti di ricambio in combattimento.
A. V. Maryevskij ricordava:
Inoltre la trasmissione dei primi modelli di T-34 era la più primitiva dei suoi tempi. Cambiare marcia nei T-34 dei primi anni del conflitto, con cambio a quattro marce, era molto complicato e richiedeva una grande forza fisica. I veterani carristi russi ricordavano quanto fosse difficile cambiare marcia e di come dovessero aiutarsi con le ginocchia o perfino con un martello. Inoltre, risultava quasi impossibile, pena la rottura degli ingranaggi, utilizzare III e IV marcia in fuoristrada (la velocità massima effettiva si riduceva così a soli 15–20 km/h). La frizione, poi, estremamente arcaica (era composta da semplici dischi di ferro) non poteva essere fatta slittare senza incorrere nel rischio di una sua rottura. Era assolutamente necessario che gli equipaggi dei T-34 fossero molto ben addestrati. "Se un guidatore non lo era - ricordava il comandante di plotone A. V. Bodnar - avrebbe potuto ingranare la quarta invece della prima e la terza invece della seconda, la qual cosa avrebbe portato alla inevitabile rottura del cambio."

## Nella cultura di massa
Il film T-34 - Eroi d'acciaio tratta la storia di un gruppo di soldati sovietici in fuga da un campo di prigionia nazista a bordo di un malridotto T-34.